# West-Universität Temeswar
Die West-Universität Temeswar (auch: Universität des Westens, West-Universität Timișoara; rumänisch: Universitatea de Vest din Timișoara) ist eine staatliche Universität in der westrumänischen Stadt Timișoara. Die Universität wurde 1962 gegründet und gliedert sich heute in elf Fakultäten. Seit März 2012 ist Marilen Pirtea Rektor der Universität.
Die Universität wurde in der Rangliste der QS World University Rankings 2015 auf Platz 701 geführt.

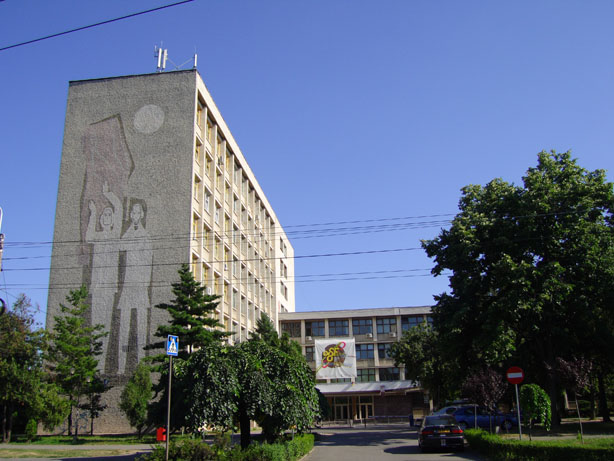
Universität des Westens Timișoara

## Fakultäten
- Kunst und Design
- Chemie, Biologie, Geographie
- Ökonomie und Business Administration
- Recht und Administrative Wissenschaften
- Journalismus, Geschichte und Theologie
- Mathematik und Informatik
- Musik und Theater
- Leibeserziehung und Sport
- Physik
- Politische Wissenschaften, Philosophie und Kommunikationswissenschaften

Die deutsche Abteilung des Schauspiellehrstuhls der Musikhochschule wurde 1992 gegründet. Sie trat an die Stelle der 1982 aufgelösten deutschen Sektion der Bukarester Theater- und Filmhochschule. Seit 2000 gibt es den Schauspiellehrstuhl in rumänischer und deutscher Sprache. Die Ausbildung dauert seit 2005 drei Jahre.
Die Absolventen der ersten Jahrgänge sind heute zum großen Teil Dozenten des Schauspiellehrstuhls und Mitglieder des Deutschen Staatstheaters Temeswar, das 1953 als öffentliche deutschsprachige Kultureinrichtung in Rumänien gegründet wurde und sich das Haus mit dem rumänischen, dem ungarischen Staatstheater, und der Nationaloper teilt.

## Persönlichkeiten
- Nikolaus Berwanger (1935–1989), deutscher Schriftsteller und Journalist, Studium an der philologischen Fakultät
- Stefan Binder (1907–1997), Inhaber des Lehrstuhls für Germanistik[4]
- Colin Buzoianu (* 1979), rumänischer Schauspieler, Schauspielstudium an der deutschen Schauspielabteilung der Musikfakultät
- Laura Cheie (* 1969), Germanistin und Lektorin an der Universität des Westens Timișoara, sowie ehemaliger Kulturattaché an der rumänischen Botschaft in Wien, Österreich
- Walter Engel (* 1942), Literaturwissenschaftler und Publizist, Dozent am Lehrstuhl für Germanistik
- Helmuth Frauendorfer (1959–2024), deutscher Schriftsteller und Journalist, Studium der Germanistik und Anglistik
- Christian Giordano (1945–2018), Professor für Sozialanthropologie an der Universität Freiburg (Schweiz), Ehrendoktor der Universität
- Israel Gohberg (1928–2009), sowjetisch-israelischer Mathematiker, Ehrendoktor der Universität 2002
- Ioan Holender (* 1935), österreichischer Sänger, Künstleragent und Operndirektor rumänischer Herkunft, Ehrendoktor der Universität
- Ioana Iacob (* 1980), rumänische Schauspielerin, Studium an der deutschen Schauspielabteilung bis 2002
- Hagen Kleinert (* 1941), deutscher Physiker und Professor für theoretische Physik an der Freien Universität Berlin, Ehrendoktor der Universität
- Helga Korodi (* 1954), Autorin und Schriftstellerin
- Peter Kottler (1939–2013), Leiter des Lehrstuhls für deutsche Sprache und Literatur[4]
- Johann Lippet (* 1951), deutscher  Lyriker und Erzähler, Studium der  Germanistik und Rumänistik
- Eva Marschang (* 1930), Hochschullehrerin und Literaturforscherin[4]
- Alexandru Mihăescu (* 1980), rumänischer Schauspieler, Studium an der deutschen Schauspielabteilung bis 2003
- Herta Müller (* 1953), Nobelpreisträgerin 2009, Studium der deutschen und rumänischen Philologie von 1973 bis 1976
- Roxana Nubert (* 1953), Germanistin und Romanistin; seit 1996 Leiterin des Germanistiklehrstuhls
- Wolfram Schier (* 1957), Ehrendoktor der Universität
- Julia Schiff (* 1940), Schriftstellerin und Übersetzerin, Studium der französischen und rumänischen Philologie
- Eduard Schneider (* 1944), Germanist und Rumänist, Redakteur der Neuen Banater Zeitung und der Zeitschrift Spiegelungen
- Hans Schnell (1951–2019), deutscher Maler und Zeichner
- Siegmar von Schnurbein (* 1941), deutscher Provinzialrömischer Archäologe, Ehrendoktor der Universität
- Lucian Vărșăndan (* 1975), Intendant des Deutschen Staatstheaters Temeswar, Studium der Germanistik und Anglistik
- Carol Vitéz (* 1974), rumänisch-ungarischer Violinist, Dirigent und Komponist, Studium der Musik
- Hans Weresch (1902–1986), rumäniendeutscher Lehrer, Forscher und Kulturpolitiker, Begründer der Philologischen Fakultät
- Ernest Wichner (* 1952), deutscher Schriftsteller, Studium der Germanistik und Rumänistik
- Johann Wolf (1905–1982), Hochschullehrer und Sprachforscher[4]